# Финкс
«Финкс» (англ. The Phynx) — американская музыкальная кинокомедия 1970 года. Премьера фильма состоялась 6 мая 1970 года. После этого он долгие годы распространялся на видеокассетах и компакт-дисках нелегально, пока в октябре 2012 года не был выпущен на DVD Warner Archive Collection. Лента не имеет никаких наград, но примечательна тем, что в ней снялись многие известные личности (актёры, музыканты, журналисты, спортсмены и др.), причём большинство из них — в роли самих себя.

## Сюжет
Американская рок-н-ролльная группа «Финкс» направляется в Албанию, чтобы разведать, где удерживаются несколько десятков западных знаменитостей — актёров, режиссёров, комиков, певцов, журналистов, спортсменов, — взятых в заложники коммунистами, и по возможности освободить их. Музыканты должны производить впечатление обычных исполнителей, не вызывая ни у кого даже тени подозрений.

## В ролях
- Майкл Миллер, Рэй Чиппеуэй, Деннис Ларден, Лонни Стивенс — муз. группа «Финкс»
- Лу Антонио — Корриган
- Майк Келлин[англ.] — Боги
- Майкл Ансара — полковник Ростинов
- Джордж Тобиас — Маркевич[1]
- Джоан Блонделл — Руби
- Марта Рей — Фокси
- Ларри Хэнкин — Филбэби
- Пэт Маккормик[англ.] — отец О’Хулиган
- Рич Литл[англ.] — голос из коробки
- Сьюзан Бернард — «Лондонский животик»

### В роли самих себя
- Ультрафиолет
- Пэтти Эндрюс
- Рона Барретт[англ.]
- Эдгар Берген и Чарли Маккарти
- Басби Беркли
- Джеймс Браун
- Дик Кларк
- Шавье Кугат
- Касс Дейли[англ.]
- Энди Дивайн[англ.]
- Фриц Фельд
- Лео Горси[2]
- Хантц Холл[англ.]
- Джон Харт — Одинокий рейнджер
- Луис Хейуорд
- Джордж Джессел[англ.]
- Руби Килер
- Пэтси Келли
- Дороти Ламур
- Гай Ломбардо
- Трини Лопес
- Джо Луис
- Мэрилин Максвелл[3]
- Баттерфлай Маккуин
- Пэт О’Брайен
- Морин О’Салливан
- Ричард Прайор
- Гарольд Саката[англ.] — Oddjob
- Полковник Сандерс
- Джей Силверхилс[англ.] — Тонто
- Эд Салливан
- Руди Валле
- Клинт Уокер — мастер-сержант
- Джонни Вайсмюллер
- Салли Струтерс — фанатка № 1 в мире (в титрах не указана)[4]